# Invisible Touch
Invisible Touch je třinácté studiové album britské skupiny Genesis. Jeho nahrávání probíhalo od října 1985 do března následujícího roku ve studiu The Farm v Surrey v Anglii. Album produkoval Hugh Padgham se členy skupiny Genesis a vyšlo v červnu 1986 u vydavatelství Charisma/Virgin Records (UK) a Atlantic Records (US).

## Seznam skladeb
Autory všech skladeb jsou Tony Banks, Phil Collins a Mike Rutherford.
| Pořadí         | Název                                                                        | Délka           |
| -------------- | ---------------------------------------------------------------------------- | --------------- |
| 1.             | Invisible Touch                                                              | 3:29            |
| 2.             | Tonight, Tonight, Tonight                                                    | 8:53            |
| 3.             | Land of Confusion                                                            | 4:45            |
| 4.             | In Too Deep                                                                  | 5:02            |
| 5.             | Anything She Does                                                            | 4:09            |
| 6.             | Domino“ 1. „Part One: In the Glow of the Night“ 2 „Part Two: The Last Domino | 10:44 4:27 6:15 |
| 7.             | Throwing It All Away                                                         | 3:51            |
| 8.             | The Brazilian                                                                | 4:50            |
| Celková délka: | Celková délka:                                                               | 45:42           |

## Obsazení
- Phil Collins – bicí, perkuse, zpěv
- Mike Rutherford – kytara, baskytara
- Tony Banks – klávesy, basový syntezátor